# اصغر مسعودی
اصغر مسعودی متولد ۱۳۴۴ در شهر نی ریز و نماینده مردم حوزه انتخابیه نی ریز در دور دهم مجلس شورای اسلامی بود.

## نماینده نی‌ریز و استهبان در مجلس دهم
اصغر مسعودی در دهمین دوره انتخابات مجلس شورای اسلامی، در لیست ائتلاف فراگیر اصلاح طلبان: گام دوم در نی‌ریز و استهبان حضور داشت و توانست در مرحله دوم انتخابات با کسب ۳۴٬۳۸۱ رأی از مجموع ۶۸٬۶۰۹ رأی مأخوذه صحیح، در رتبهٔ اول حوزه نی‌ریز و استهبان، وارد مجلس دهم شود.